# Norfolk (Nebraska)
Norfolk [/ˈnɔːrfɔːrk/] ist eine Stadt (mit dem Status City) im Madison County im US-Bundesstaat Nebraska, etwa 180 Kilometer nordwestlich von Omaha und 130 Kilometer westlich von Sioux Falls. Bei der letzten Volkszählung im Jahr 2020 hatte Norfolk 24.955 Einwohner, damit ist sie die mit Abstand größte Stadt des Madison County.

## Geschichte
Nach dem Inkrafttreten des Homestead Acts im Jahr 1862 wurden 1865 drei deutschstämmige Erkunder aus einem Dorf bei Ixonia, Wisconsin, ausgesendet, um produktives, jedoch günstiges, Farmland in Besitz zu nehmen. Dabei folgten sie dem Verlauf des Elkhorn River stromaufwärts und wählten am 15. September 1865 ein Gebiet an einer Gabelung des Elkhorn River und der North Fork als Siedlungsstelle aus. Zwischen dem 23. Mai und dem 17. Juli 1866 wurden in Norfolk 42 Familien aus Ixonia mit dem Zug in die neue Siedlung gebracht, weitere Siedler kamen im Juli 1867 an. Der Name der Siedlung sollte an die Lage am North Fork River angelehnt werden und hieß zunächst North Fork, dieser wurde schließlich von der Bundespostbehörde auf Norfolk festgelegt.
Norfolk wurde zunächst County Seat des Madison County, dies änderte sich 1875, als in einer Wahl zwischen den Städten Norfolk, Madison und Battle Creek schließlich Madison als Sitz festgelegt wurde. In Folge von Goldfunden in South Dakota wurde ab 1869 mit dem Bau der Fremont, Elkhorn and Missouri Valley Railroad begonnen, an die die Stadt Norfolk zehn Jahre später ebenfalls angeschlossen und somit mit der am Missouri River liegenden Stadt Blair, Nebraska, angebunden wurde. Ab 1882 bestanden von Norfolk aus Bahnverbindungen bis nach Chicago und Minneapolis. Durch die günstige Verkehrsanbindung konnte Norfolk schnell einen starken Bevölkerungszuwachs verzeichnen. 1886 überschritt die Stadt erstmals die 1000-Einwohner-Marke. Im Jahr 1888 wurde Norfolk an das Telegraphen- und Telefonnetz angebunden.
Zu Beginn des 20. Jahrhunderts lebten in Norfolk 3663 Einwohner, bis 1910 war die Bevölkerungszahl auf mehr als 6000 angestiegen und machte somit etwa ein Drittel der Einwohner des Madison County aus. Aus diesem Grund wurde 1915 eine Petition gestartet, mit der ein Wechsel des County Seat von Madison zurück nach Norfolk erwirkt werden sollte. Diese Petition scheiterte jedoch, da nicht genügend Unterschriften zusammengekommen waren. Ebenfalls zu dieser Zeit begannen die Planungen zum Bau des Meridian Highway, der heutigen U.S. Route 81, die als Nord-Süd-Achse durch den Mittleren Westen verläuft und auch durch Norfolk führt, dieser wurde 1924 endgültig für den Verkehr freigegeben. Seit 1939 ist Norfolk über den U.S. Highway 275 auch an die Stadt Omaha angebunden.
Bereits 1928 wurde in Norfolk ein Flugplatz errichtet, dieser diente zunächst als Flugschule. Während des Zweiten Weltkrieges wurde dieser durch die Works Progress Administration zu einem Regionalflughafen umgebaut, nach Kriegsende wurde mit Personenflügen von Norfolk aus begonnen. 1975 gab es wiederum eine Abstimmung über die Verlagerung des County Seats von Madison nach Norfolk, es kam jedoch zu keiner eindeutigen Mehrheit, sodass weiterhin Madison Sitz des Madison County ist.

## Demografie

### Census 2010
Bei der Volkszählung 2010 lebten in Norfolk 24.210 Einwohner, verteilt auf 9910 Haushalte und 6005 Familien. Von den Einwohnern waren 88,0 % Weiße, 1,6 % Afroamerikaner, 1,4 % amerikanische Ureinwohner, 0,6 % Asiaten und 6,3 % waren anderer Abstammung. Hispanics und Latinos machten insgesamt 12,1 % an der Gesamtbevölkerung aus. Altersmäßig waren 24,5 % der Einwohner unter 18 Jahre alt, 12,1 % waren zwischen 18 und 24, 23,6 % zwischen 25 und 44, 25,1 % zwischen 45 und 64 und 14,6 % waren älter als 65 Jahre. Das Medianalter betrug 35,5 Jahre. Von den 9910 Haushalten in Norfolk lebten in 31,0 % Kinder unter 18 Jahren. 49 % der Einwohner waren männlich und 51 % weiblich.

### Census 2000
Bei der Volkszählung im Jahr 2000 hatte Norfolk 23.516 Einwohner, verteilt auf 9360 Haushalte und 5868 Familien. 91,41 % der Einwohner waren Weiße, 1,16 % Afroamerikaner, 1,53 % Ureinwohner, 0,48 % Asiaten, 0,03 % Pacific Islanders sowie 4,19 % anderer Abstammung. 7,61 % der Bevölkerung waren Hispanics oder Latinos.
Das durchschnittliche Einkommen pro Haushalt betrug in der Stadt zu diesem Zeitpunkt 34.608 US-Dollar, das durchschnittliche Einkommen einer Familie lag bei 45.460 US-Dollar. 11 % der Einwohner lebten unterhalb der Armutsgrenze, von diesen Einwohnern waren 11,6 % unter 18 und 12,2 % über 65 Jahre alt.

## Wirtschaft und Infrastruktur

### Wirtschaft
Norfolk dient als Einzelhandelszentrum für die Region. Weiterhin im Wirtschaftssektor tätige Zweige sind die Landwirtschaft, Stahlproduktion und Pharmazie. Zudem gibt es in Norfolk ein Einkaufszentrum mit 44 Geschäften.
Der Stahlproduzent Nucor betreibt in Norfolk drei Zweigniederlassungen seiner Tochterunternehmen Nucor Steel und Nucor Cold Finish, in denen etwa 900 Mitarbeiter beschäftigt werden. Weitere große Arbeitgeber in der Region sind eine Niederlassung des Pharmazieunternehmens Covidien mit etwa 440 Beschäftigten und Veyance Technology, ein Tochterunternehmen der Continental AG mit 350 Mitarbeitern. Größter Arbeitgeber im nicht produzierenden Sektor ist Walmart mit 410 Mitarbeitern.

### Bildung

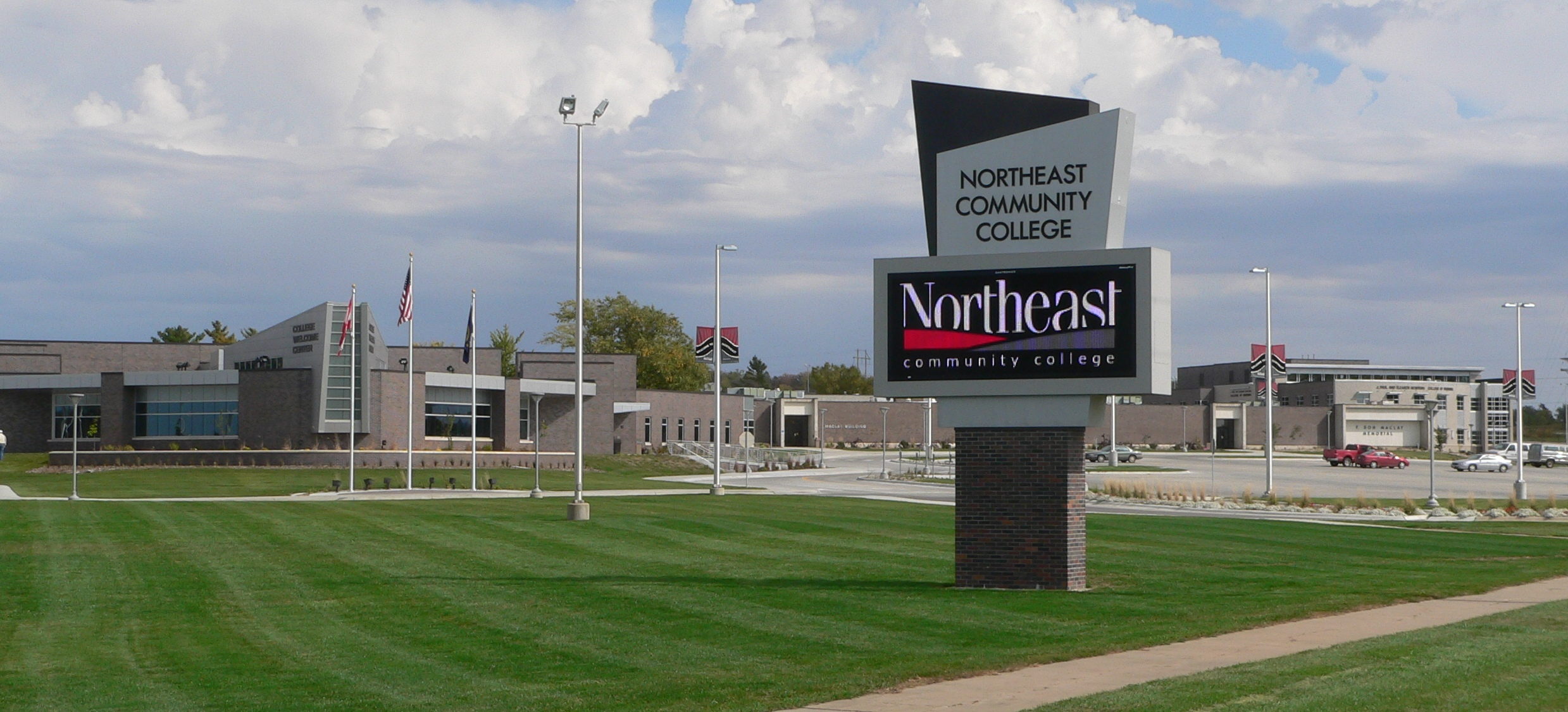
Northeast Community College

In Norfolk befindet sich das Northeast Community College mit etwa 7000 Studenten. Im Norfolk Public School District leben etwa 4000 Schüler, in dem Bezirk befinden sich sieben Grundschulen, eine Junior High School und zwei High Schools.

### Verkehr
Norfolk liegt an den U.S. Highways 81, der direkt durch die Stadt verläuft, und 275, der südlich als Ortsumgehung um Norfolk herum führt. Überregionale Straßen führen von Norfolk aus nach Yankton, nach Sioux Falls, nach Omaha, nach Columbus und nach O’Neill. Südlich von Norfolk liegt der Norfolk Regional Airport, dieser fertigte im Jahr 2015 jedoch nur noch vier Flüge ab.

## Städtepartnerschaft
Norfolks Partnerstadt Blantyre liegt in Malawi im Südosten Afrikas. Die Partnerschaft besteht seit 2017.

## Persönlichkeiten

### Söhne und Töchter
- Arthur Harris (1890–1968), Brigadegeneral und Polospieler
- Thurl Ravenscroft (1914–2005), Basssänger, Synchronsprecher und Schauspieler
- Frank Marsh (1924–2001), Politiker (Republikanische Partei), zwischen 1971 und 1975 Vizegouverneur von Nebraska
- Patrick M. Martin (1924–1968), Politiker, vertrat von 1963 bis 1965 Kalifornien im US-Repräsentantenhaus
- Will Steffen (1947–2023), Klimawissenschaftler

### Mit Norfolk verbunden
- Mathilde Hirsch (1882–1952), deutsche Missionsbenediktinerin, lebte ab 1940 in Norfolk
- Karl Stefan (1884–1951), Politiker (Republikanische Partei), lebte in Norfolk
- Joyce C. Hall (1891–1982), Unternehmer und Gründer von Hallmark Cards, wuchs in Norfolk auf
- Bernhard Strasser (1895–1981), deutscher Benediktinermönch und Publizist, lebte zuletzt in Norfolk
- Robert Dinsmore Harrison (1897–1977), Politiker (Republikanische Partei), lebte zuletzt in Norfolk
- Johnny Carson (1925–2005), Showmaster (Tonight Show), wuchs in Norfolk auf
- Max Carl (* 1950), Rock- und Pop-Sänger, ging in Norfolk zur Schule